# JD Vance
James David Vance (született: James Donald Bowman, ismert még: James Hamel Vance, Middletown, 1984. augusztus 2. –) amerikai politikus, író és befektető, 2023 és 2025 között az Egyesült Államok szenátora Ohio államból, 2025-től az Amerikai Egyesült Államok alelnöke. A Republikánus Párt tagja, 2016-os Vidéki ballada az amerikai álomról című emlékiratáról lett ismert.
Middletownban született, az Ohiói Állami Egyetemen tanult politikatudományt és filozófiát, mielőtt a Yale Egyetemen jogi diplomát szerzett volna. Emlékirata, ami middletowni gyermekkoráról és családjának értékeiről szól, New York Times-bestseller lett és a 2016-os elnökválasztás idején nagyon népszerű volt. Vance 2021-ben indította el kampányát Ohio szenátusi székéért és meg is nyerte a republikánus jelölést. A választáson Tim Ryan demokrata jelöltet győzte le.
Politikáját tekintve nemzeti konzervatív és szélsőjobboldali populista. Nézeteire hatottak Curtis Yarvin, a sötét felvilágosodás (NRx) szélsőjobboldali mozgalom alapítójának meglátásai, illetve a katolikus teológia is. Erősen abortuszellenes politikus, 2021-es nyilatkozatában még nemi erőszak és vérfertőzés esetén is elítélte a beavatkozást, 2023 decemberében azonban már nem ellenezte ezen kivételek alkalmazását az abortuszt korlátozó jogszabályokban. Nem támogatja Ukrajna védekezésének finanszírozását az orosz agresszióval szemben, ám Izrael megsegítését a Hamász elleni háborújában igen. Egy vele készült interjúban támogatta a pornográfia betiltását. Ellenzi a transznemű gyermekek nemváltásához nyújtott egészségügyi szolgáltatásokat és az „X” nem feltüntetését az útlevelekben, illetve az azonos neműek házasságát is.
Bár 2024-ben Donald Trumppal együtt indult az elnök- illetve alelnökválasztáson, eredetileg Trump kritikusa volt, 2016-ban „Amerika Hitlere” névvel illette, de elnöksége során támogatója lett. Az ország történetének harmadik legfiatalabb alelnöke.

## Szenátorként

### 2022-es választás
2018 elején Vance tervezett indulni Sherrod Brown demokrata jelölt ellen, de végül úgy döntött még túl korai lenne egy kampány. 2021 áprilisában bejelentette, hogy szívesen indulna a visszavonuló republikánus Rob Portman székéért. Peter Thiel 10 millió dollárt adományozott Vance 2022-es kampányának, illetve Robert Mercer is támogatta pénzügyileg a politikust. Vance 2021 júliusában indította el hivatalosan kampányát.
2022. május 3-án Vance megnyerte a republikánus előválasztást a szavazatok 32%-ával, legyőzve többek között Josh Mandelt és Matt Dolant. A választáson pedig több szavazatot kapott, mint a demokrata Tim Ryan, így megszerezve a szenátori széket.
Miután 2024-ben megválasztották az ország alelnökének, Vance 2025. január 9-én lemondott szenátori posztjáról.

## Alelnökjelöltként
2023. január 31-én Vance bejelentette, hogy támogatja Donald Trump 2024-es újraválasztási kampányát. 2024. július 15-én, a 2024-es Republikánus Nemzeti Gyűlés közben Trump bejelentette, hogy Vance-t választotta alelnökjelöltjének a Truth Social platformon.
Szakértők szerint Vance választása segítheti a Trump-kampányt a Közép-Nyugaton. David A. Graham (The Atlantic) szerint Vance „intelligenciát és fiatalságot hozott” a republikánus kampányba. Catherine Lucey és John McCormick (Wall Street Journal) azt írta, hogy Vance egy természetes utódja lehet Trumpnak a MAGA-mozgalomban, populista politikája miatt. Az AP egy cikkje szerint Vance pénzügyi támogatást is tud majd vonzani a Trump-kampányhoz.
Vance az első ohiói politikus, aki az egyik nagy párt alelnök-, vagy elnökjelöltje John W. Bricker óta (1944), az első jelölt, akinek van arcszőrzete Thomas Dewey 1948-as veresége óta és az első amerikai katona, aki jelölt lett John McCain óta. Ha megválasztják, ő lehetne 1924 óta (Charles Dawes) az első ohiói lakos és 1992 óta (Al Gore) az első veterán. Ezek mellett az ország történetének első tengerészgyalogosa, aki alelnök-, vagy elnökjelölt volt.
Sokan támogatták Vance kiválasztását, mint alelnökjelölt, többek között Elon Musk, David O. Sacks és Tucker Carlson, illetve a Project 2025 létrehozója, a The Heritage Foundation is.

## Alelnökként
2025. január 20-án iktatták be. Helyére a szenátusban Jon Hustedet nevezték ki. 2025 márciusában tagja volt annak a csoportnak, amely véletlenül megosztott bizalmas háborús terveket egy újságíróval a Signal üzenőfelületen.

## Választási eredmények

### Előválasztások
| Párt     | Jelölt       | Szavazatszám | %     |
| -------- | ------------ | ------------ | ----- |
|          | J. D. Vance  | 344 736      | 32,2  |
|          | Josh Mandel  | 255 854      | 23,9  |
|          | Matt Dolan   | 249 239      | 23,3  |
|          | Mike Gibbons | 124 653      | 11,7  |
|          | Jane Timken  | 62 779       | 5,9   |
|          | Mark Pukita  | 22 692       | 2,1   |
|          | Neil Patel   | 9 873        | 0,9   |
| Összesen | Összesen     | 1 069 826    | 100,0 |

### Választások
| Párt             | Jelölt           | Szavazatszám | %     |
| ---------------- | ---------------- | ------------ | ----- |
|                  | J. D. Vance      | 2 192 114    | 53,0  |
|                  | Tim Ryan         | 1 939 489    | 46,9  |
| Egyéb szavazatok | Egyéb szavazatok | 1 739        | 0,01  |
| Összesen         | Összesen         | 4 133 342    | 100,0 |

## Könyvei
- Vidéki ballada az amerikai álomról (2016)
- Dawn’s Early Light: Taking Back Washington to Save America (2024) (előszó)